# Isa (voornaam)
Isa is een voornaam die zowel als meisjesnaam en als jongensnaam wordt gebruikt.
Als meisjesnaam stamt de naam vermoedelijk af van de Italiaanse of Franse naam Isabella, die zelf voortkomt uit Elisabeth, "God heeft gezworen, God is degene bij wie ik zweer". Ook kan het een vrouwelijke vorm zijn van de Germaans-Friese jongensnaam Ise of Iso met de betekenis "ijs" of "ijzer". Sinds 2002 kwam de naam Isa meerdere keren voor in de top 20 van populairste meisjesnamen in Nederland volgens gegevens van de Sociale Verzekeringsbank. Ook in Zweden is Isa een populaire meisjesnaam.
Omdat Isa de islamitische naam voor Jezus is, wordt Isa in islamitische landen als jongensnaam gebruikt. Ook in de Verenigde Staten wordt de naam voor jongens gebruikt. Dan betreft het veelal een afkorting van Isaak of het Hebreeuwse Isaiah.